# آموس لايلي
آموس مور لايلي (8 أكتوبر 1866  – أبريل 1943 ) كان سياسيا في مقاطعة مانيتوبا الكندية. كان عضوا في الجمعية التشريعية لمانيتوبا من 1910 إلى 1914، عن حزب المحافظين.
ولد لايلي بالقرب من سميثس فولز، غرب كندا (الآن أونتاريو)، وهو ابن صمويل لايلي وماري مور، كانت عائلته قد هاجرت من أيرلندا في عام 1848. تلقى تعليمه في سميثز فولز وموريسبورج. كان يعمل كصانع خزانة في موريسبورغ ثم ذهب إلى مانيتوبا في عام 1886، وعاد في عام 1891 بعدما قضى فترة في كولومبيا البريطانية. كان لايلي مزارعا ومربيا لخيول كلايدلس الأصيلة. عمل في مجلس المدينة ل Lyleton. في عام 1900 تزوج لايلي من ليليان جي. كان يتبع الطائفة المشيخية.
ترشح للمرة الأولى للمجلس التشريعي في مانيتوبا في انتخابات عام 1907، وخسر أمام المرشح الليبرالي جون ويليامز بثلاثة أصوات في دائرة آرثر الانتخابية. ترشح مرة أخرى في انتخابات عام 1910، وهزم ويليامز بـ 175 صوتًا. فاز المحافظون في تلك الانتخابات، وأصبح لايلي في المجلس التشريعي باعتباره مؤيدًا لحكومة رودموند روبلين.
خسر مقعده في الدائرة الانتخابية أمام وليامز بـ 66 صوتًا في انتخابات 1914.
توفي لايلي في منزله في ليلتون في أوائل أبريل 1943.